# Cédric Pillac
Cédric Pillac (19 novembre 1973) è uno schermidore francese.

## Biografia
Nei campionati europei di scherma ha conquistato una medaglia d'oro a Funchal nel 2000 ed una medaglia di bronzo a Coblenza nel 2001, nella gara di spada a squadre.

## Palmarès
In carriera ha conseguito i seguenti risultati:
- Europei di scherma

Funchal 2000: oro nella spada a squadre.
Coblenza 2001: bronzo nella spada a squadre.